# Mathieu Bisséni
Mathieu Bisséni (Berbérati, 2 gennaio 1950) è un ex cestista camerunese naturalizzato francese nato nella Repubblica Centrafricana.
È il padre della judoka Éva Bisséni.

## Carriera
Con la Francia ha disputato due edizioni dei Campionati europei (1977, 1979).

## Palmarès
- Campionato francese: 1

Orthez: 1985-86
- Coppa Korać: 1

Orthez: 1983-84